# Амалы
Амалы (устаревшее — Амалунги) — королевская династия, представители которой сначала правили всеми готами, а затем приблизительно с конца III века до первой трети VI века только остготами.

## История
Если устранить большинство фигур мифического или готского происхождения, то окажется, что за мифическим родоначальником всего готского народа «Гаутом» (то есть первым готом, Гаут — одно из имен Одина в скандинавских сагах), и двумя промежуточными членами следовал Амал, от которого, по преданию, ведёт своё название королевский род. Внук Амала, сын Изерны, Острогота — по всей вероятности, первый исторический Амал и первый король из этого рода (середина III века). Были ли его ближайшие преемники также Амалами или были включены в генеалогию династии, чтобы показать древность рода, точно неизвестно. Только со времени Германариха начинается подтверждённая историческими источниками плеяда остготских королей из дома Амалов, продолжавшаяся до современника Юстиниана I Теодахада. Хотя в этом из-за искусственности характера приводимой Иорданом в «Гетике» генеалогии династии также имеются сомнения.
Известным представителем этой династии был Теодорих Великий, прославляемый в немецких героических сагах под именем Дитриха Бернского. Он и его герои носят в «Нибелунгах» и других древнегерманских поэмах название Амелунгов, то есть потомков легендарного Амала.

## Потомки
Потомками Амалов считались Биллунги, герцоги Саксонии, которые также известны как Амелунги или Эмлингены.

## Генеалогия
Гаут
- Хулмул
  - Авгис
    - Амал
      - Хисарна
        - Острогота (ум. после 251), король готов.
          - Книва (Хунуил), король остготов.
            - Атал, король остготов.
              - Агиульф, король остготов.
                - Ансила, король остготов.
                - Эдиульф, король остготов.
                - Вультвульф. Линия Вультвульфа
                - Германарих (ум. ок. 376), король остготов. Линия Германариха

              - Одвульф

### Линия Вультвульфа
Вультвульф
- Валараванс
  - Винитарий (Витимир?) (убит ок. 390), король остготов с ок. 380 года
    - Вандалар (умер в 459), король остготов в 395—440 годах
      - Валамир (420 — 469), король остготов с 440 года
      - Теодемир (умер в 474), король остготов с 469 года; жена: N; наложница: Эрелиева
        - Амальфрида (убит в 523/525); 1-й муж: N (ум. до 500); 2-й муж: с ок. 500 года — Тразамунд (до 460—523), король вандалов с 496 года
          - (от 1-го брака) Теодахад (убит декабрь 536), король остготов с 534 года; жена: Гуделива
            - Теудегискл (умер в 536)
            - Теоденанда; муж: Эбримуд
              - сын

          - (от 1-го брака) Амалаберга; муж: с ок. 510 года — Герменефред (убит в 534), король тюрингов с ок. 507 года

        - (внебрачный от Эрелеувы) Теодорих Великий (454 — 30 августа 526), король остготов с 470 года, король Италии с 493 года; жена: с ок. 493 года — Аудофледа (ок. 470 — после 526), дочь Хильдерика I (умер в 481/482), короля франков с ок. 457 года
          - Амаласунта (ок. 495 — 30 апреля 535), королева остготов в 526—534 годах; муж: с 515 года — Эвтарих (ок. 480—522) (см. ниже)
          - (внебрачная) Тиудигото (ок. 473 — не ранее 502); муж: с 494 года — Аларих II (убит в 507), король вестготов с 484 года
          - (внебрачная) Острогото (475/480 — до 520); муж: с 494/496 года — Сигизмунд (убит 1 мая 524), король бургундов в 516—524 годах

      - Видимир I (умер в 473), король остготов с 469 года
        - Видимир II, король остготов с 473 года

### Линия Германариха
Германарих (умер ок. 376), король остготов
- Гунимунд
  - Торисмуд (убит в 451/455)
    - Беремуд
      - Ветерих
        - Эвтарих (Флавий Евтарик Циллика) (ок. 480—522), консул Римской империи в 519 году; жена; с 515 года — Амаласунта (ок. 495 — 30 апреля 535), королева остготов в 526—534 годах (см. выше)
          - Аталарих (516 — 2 октября 534), король остготов с 526 года
          - Матасунта (518 — после 550); 1-й муж: с 536 года — Витигис (ок. 500—542), король остготов в 536—540 годах; 2-й муж: с 542 года — Герман (500/510 — 551), племянник императора Юстиниана I